# Gymnophyton isatidicarpum
Gymnophyton isatidicarpum är en flockblommig växtart som först beskrevs av Dc., och fick sitt nu gällande namn av Mildred Esther Mathias och Lincoln Constance. Gymnophyton isatidicarpum ingår i släktet Gymnophyton och familjen flockblommiga växter. Inga underarter finns listade i Catalogue of Life.